# Magnus Johansson (Fußballspieler, 1971)

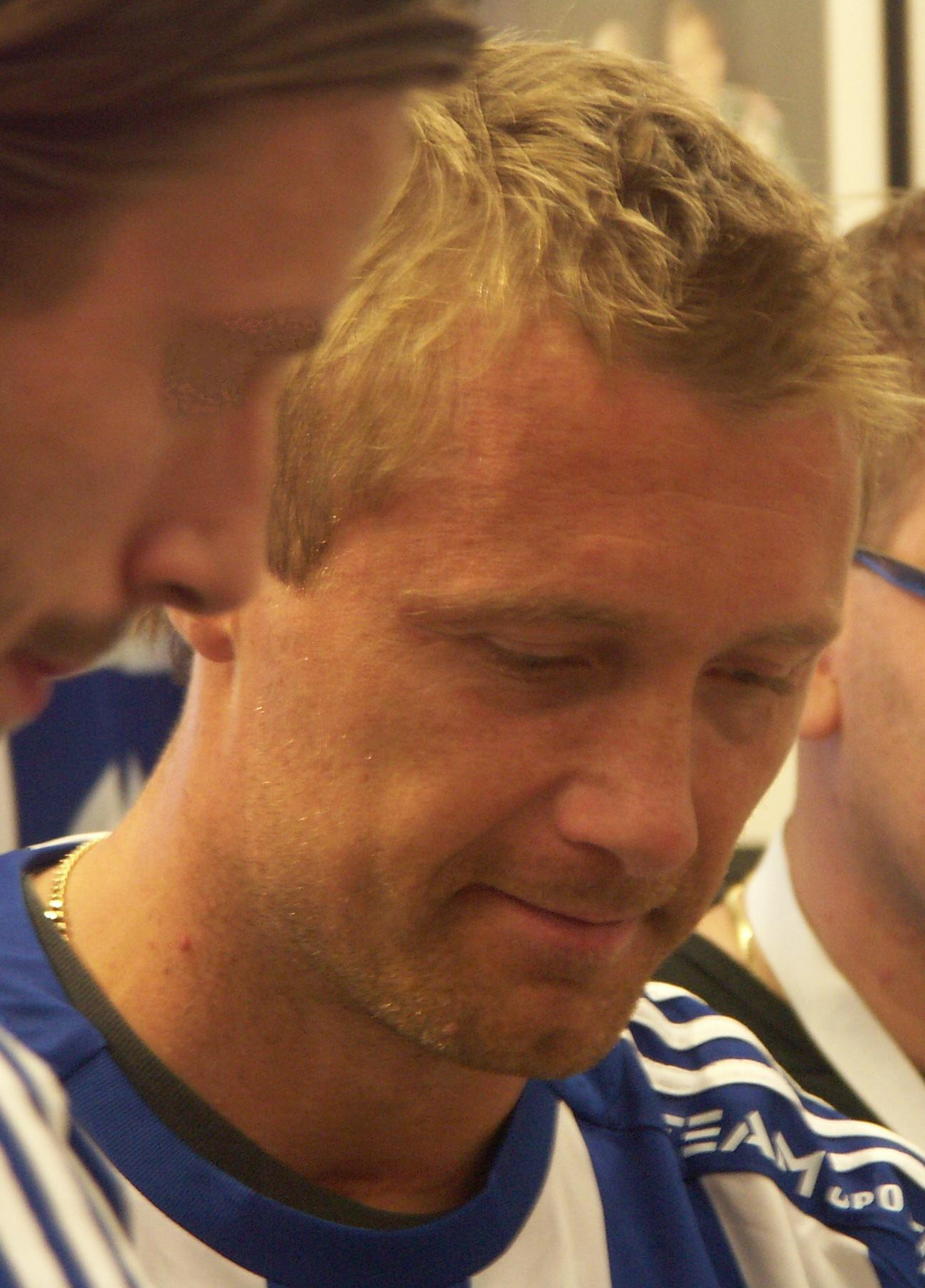
Magnus Johansson, 2008

Magnus Johansson (* 10. November 1971 in Ölme) ist ein schwedischer Fußballspieler. Da sein Name in Schweden nicht selten ist, hat er aufgrund seines Heimatortes den Spitznamen „Ölme“.

## Laufbahn
Johansson begann seine Laufbahn in seinem Heimatort bei IFK Ölme. 1990 wechselte er zu IFK Göteborg. 1999 wechselte er ins Ausland zum niederländischen Erstligisten FC Groningen. Hier spielte er bis 2003, ehe er wieder zu IFK Göteborg zurückkehrte.
Johansson bestritt ein Länderspiel für Schweden. Zudem gehörte er bei den Olympischen Spielen 1992 zum schwedischen Aufgebot.

## Erfolge
- Schwedischer Meister: 1990, 1991, 1993, 1994, 1995, 1996
- Svenska Cupen: 1991